# Lac Simon, Val-d'Or
Lac Simon är en sjö i Kanada.   Den ligger i regionen Abitibi-Témiscamingue och provinsen Québec, i den sydöstra delen av landet, 300 km norr om huvudstaden Ottawa. Lac Simon ligger 309 meter över havet. Arean är 6,3 kvadratkilometer. Den ligger vid sjön Lac Guéguen. Den sträcker sig 5,5 kilometer i nord-sydlig riktning, och 3,1 kilometer i öst-västlig riktning.
I omgivningarna runt Lac Simon växer i huvudsak blandskog. Trakten runt Lac Simon är nära nog obefolkad, med mindre än två invånare per kvadratkilometer.